# Amorphophallus konkanensis
Amorphophallus konkanensis är en kallaväxtart som beskrevs av Hett., S.R.Yadav och K.S.Patil. Amorphophallus konkanensis ingår i släktet Amorphophallus och familjen kallaväxter. Inga underarter finns listade.